# Sistema Inteligente de Basculación Integral

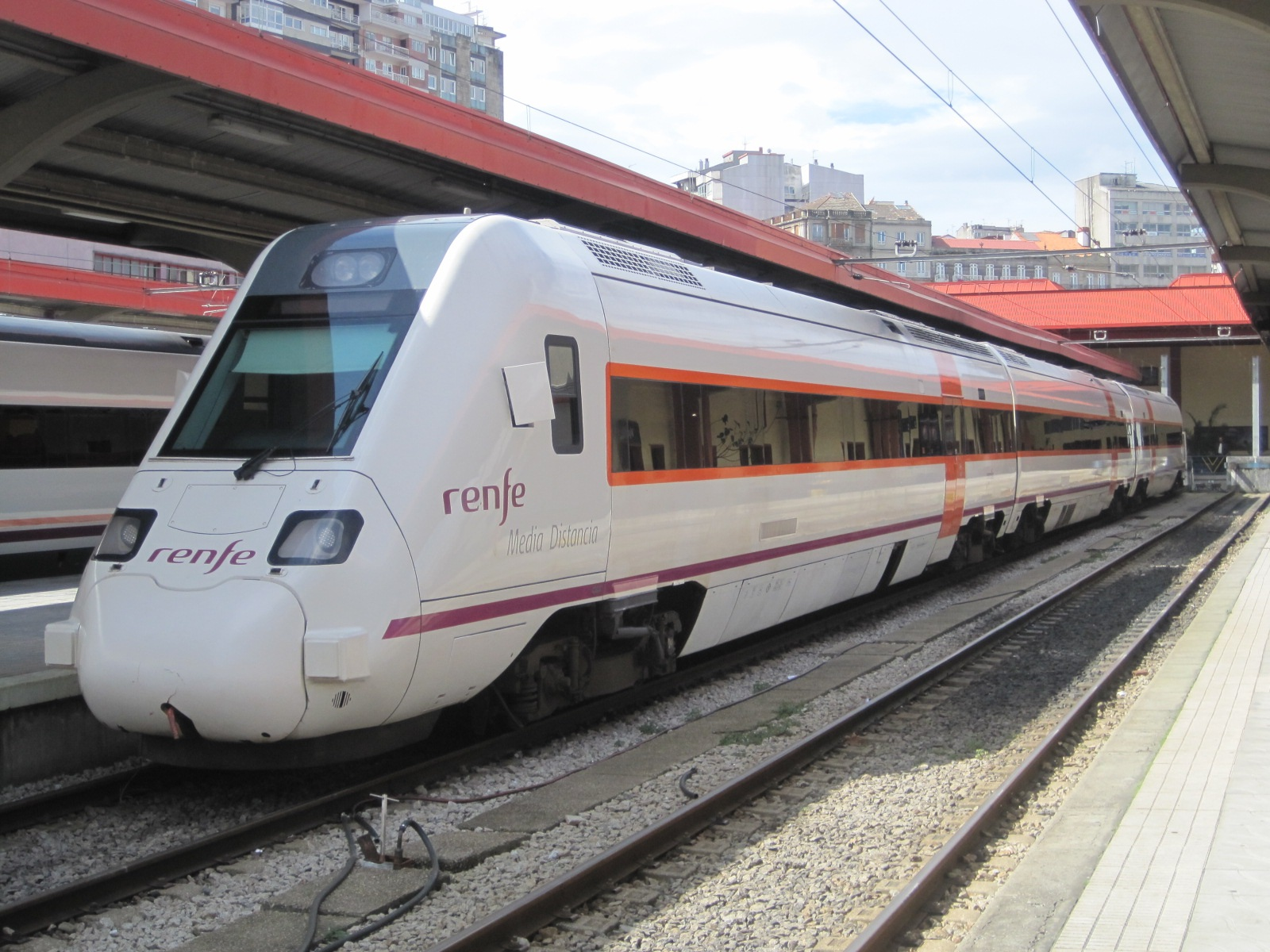
Tren Serie 598 de Renfe, que incorpora el sistema SIBI.

El Sistema Inteligente de Basculación Integral, más conocido como SIBI, es un sistema que fue desarrollado por el departamento de I+D de CAF y actualmente comercializado por Traintic (filial del constructor ferroviario CAF), que permite a los trenes inclinarse en las curvas para poder tomarlas a una mayor velocidad.
Con este sistema los trenes admiten una aceleración no compensada en curva de 1,8 m/s2, lo que les permite circular a mayor velocidad de la indicada en las señales de limitación de velocidad. Actualmente poseen el sistema SIBI los trenes R594.1 y R598 de Renfe Operadora.

## Funcionamiento del sistema

Limitación para tipos N, A y B.

Los trenes que circulan por la red de Adif pueden hacerlo a diferentes velocidades en curva según la aceleración no compesada lateral que sean capaces de sosportar. Para ello, se clasifican con letras (N, A, B, C y D) conforme admiten una mayor aceleración. Actualmente, el sistema SIBI es el único que permite a los trenes superar el tipo B, llegando al tipo D (1,8 m/s2).
En sistema SIBI puede funcionar en tres modos:
- Desactivado: Los trenes que lo incorporan sólo pueden circular al tipo al que son capaces de admitir por sí mismos, generalmente el A.
- Sin el recorrido pregrabado: Los trenes basculan en las curvas, pudiendo circular a tipo B.
- Con el recorrido pregrabado: Los trenes basculan antes de entrar en curva, pudiendo circular a tipo D.

El SIBI se compone de unos actuadores en los bojes del tren que le permiten inclinarlo hacia un lado u otro modificando su centro de gravedad, creando así un peralte artificial que permite compensar mejor las aceleraciones laterales y mantener el confort para los que viajan a bordo del tren. La inclinación es de hasta 8º. Además incorpora una serie de sensores y elementos de control que le permiten inclinar el tren en el momento adecuado.
El sistema permite grabar el trazado de las curvas en un determinado trayecto, para que así el tren se incline adecuadamente antes de entrar en las curvas, y poder circular a tipo D. El sistema de orientación que utiliza el tren para saber en qué punto del recorrido se encuentra es a través de la medición de la distancia recorrida según el giro de las ruedas y otros sensores. Para asegurar la localización en la línea tras el encendido del tren debe reconocer con dichos sensores las tres primeras curvas y las compara con las que tiene grabadas en su sistema.

### Limitaciones de velocidad
Por las líneas de Adif normalmente sólo circulan trenes de los tipos N, A y B, por lo que no existen señales de limitación de velocidad para los trenes tipo D. Para ello, los trenes equipados con SIBI llevan a bordo una pantalla que indica la velocidad máxima de la vía en ese punto, sustituyendo a la velocidad marcada en las señales. La velocidad máxima en tipo D es hasta un 20% superior a la del tipo A.